# Best in the World (2012)
Best in the World 2012: Hostage Crisis foi a terceira edição do evento Best in the World promovida pela empresa de wrestling profissional Ring of Honor (ROH). O evento foi exibido em formato de internet pay-per-view em 24 de junho de 2012 e teve no evento principal uma "Anything Goes Match" pelo Campeonato Mundial da ROH entre o então campeão Kevin Steen e o desafiante Davey Richards.

## Resultados
| No.                                         | Resultados | Estipulação                                                       | Tempo |
| ------------------------------------------- | --- | ----------------------------------------------------------------- | ----- |
| 1                                           | The Briscoe Brothers (Jay e Mark Briscoe) derrotaram The Guardians of Truth (c/ Truth Martini)                                  | Luta de duplas                                                    | 06:00 |
| 2                                           | Homicide derrotou Eddie Edwards                                                                                                 | Luta simples                                                      | 12:45 |
| 3                                           | Adam Cole derrotou Kyle O'Reilly                                                                                                | Hybrid Fighting Rules match                                       | 12:38 |
| 4                                           | Michael Elgin (c/ Truth Martini) derrotou Fit Finlay                                                                            | Luta simples                                                      | 19:15 |
| 5                                           | Mike Mondo derrotou Mike Bennett (c/ Maria Kanellis)                                                                            | Luta simples                                                      | 04:12 |
| 6                                           | Roderick Strong (c) (c/ Truth Martini) derrotou Jay Lethal e Tommaso Ciampa                                                     | Luta tripla com eliminação pelo ROH World Television Championship | 13:08 |
| 7                                           | The All-Night Express (Kenny King e Rhett Titus) derrotaram Wrestling's Greatest Tag Team (Shelton Benjamin e Charlie Haas) (c) | Luta de duplas pelo ROH World Tag Team Championship               | 22:51 |
| 8                                           | Kevin Steen (c) (c/ Jimmy Jacobs) derrotou Davey Richards                                                                       | Anything Goes match pelo ROH World Championship                   | 21:23 |
| (c) – refere-se ao campeão antes do combate | |                                                                   |       |